# Garcinia gummi-gutta
El tamarindo malabar (Garcinia gummi-gutta) también conocido por su antiguo nombre científico Garcinia cambogia, es un arbusto que crece sobre todo en el sur de la India. 
El género Garcinia, conformado por más de 200  especies tropicales, se origina en el sudeste asiático, Polinesia y África, pero la mayoría de las especies se cultivan en la India.

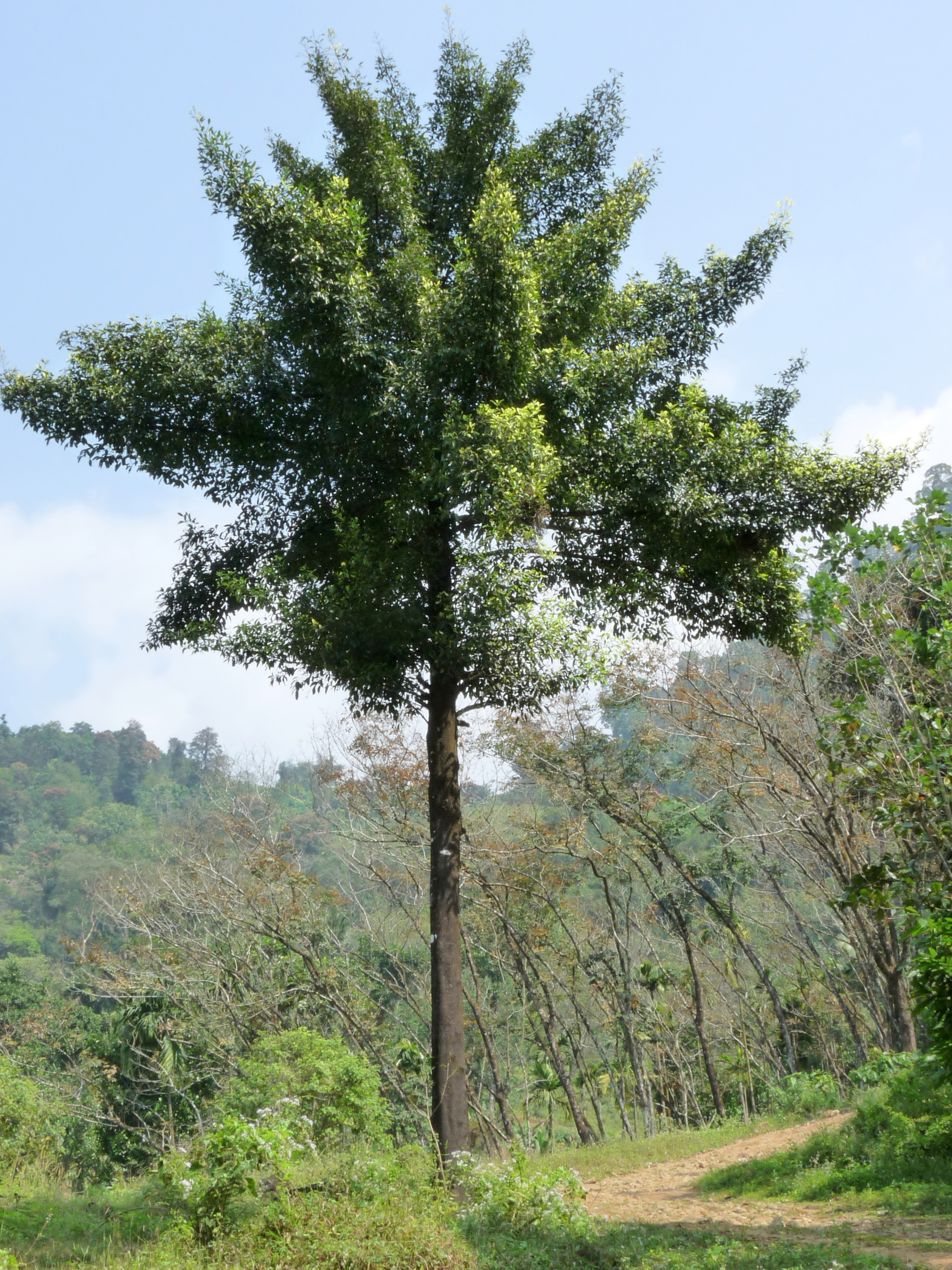
Vista del árbol

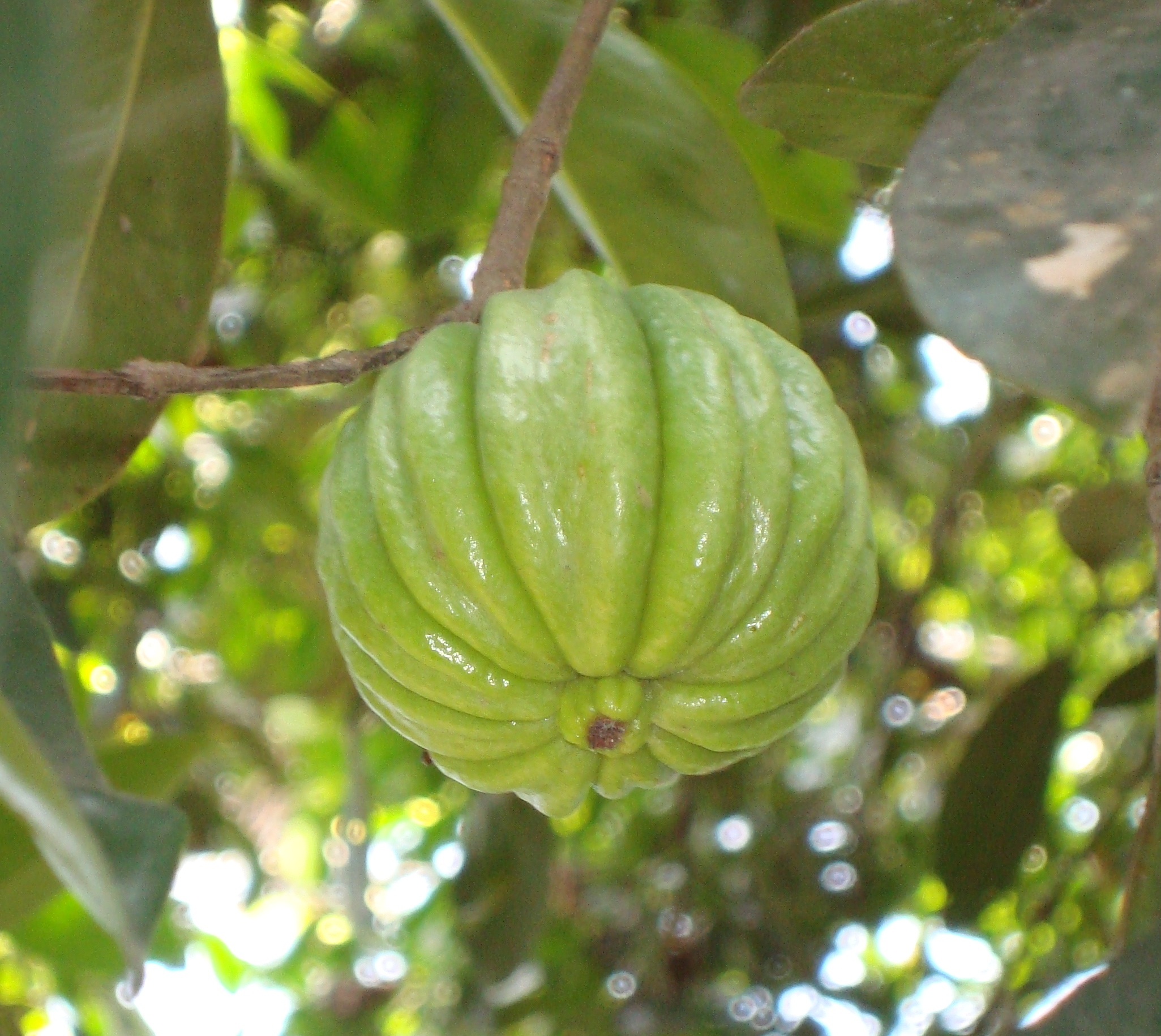
Fruto

## Descripción
Garcinia gummi-gutta presenta copa redondeada y ramas horizontales o caídas; tiene hojas compuestas, de color verde oscuro, brillantes, y que crecen de a dos por nudo; y da flores apelotonadas de un color naranja rojizo. Su fruta —que contiene las semillas— es un poco grande, lobular y levemente aplastada como una pequeña calabaza; se compone de un pericarpio grueso y carnoso de color amarillo o anaranjado cuyo zumo es agridulce; y es comestible cuando la fruta está madura en la estación húmeda entre junio y octubre.

## Usos
Las partes de la planta utilizada es la pulpa del fruto y su corteza que contiene diferentes principios activos como el ácido hidroxicítrico y antocianósidos. Existen referencias sobre la hepatotoxicidad del ácido hidroxicítrico. No hay evidencias claras de la efectividad del ácido hidroxicítrico sobre la pérdida de peso. La corteza desecada es un condimento utilizado en la cocina india, ingrediente del curry y también sirve para conservar el pescado.[cita requerida]

## Taxonomía
Garcinia gummi-gutta fue descrita por (L.) Roxb. y publicado en Hortus Bengalensis, or a catalogue . . . 42. 1814.
Sinonimia
- Cambogia binucao Blanco
- Cambogia gemmi-gutta (L.) N. Robson
- Cambogia solitaria Stokes
- Garcinia affinis Wight & Arn.
- Garcinia cambogia (Gaertn.) Desr.
- Garcinia sulcata Stokes
- Mangostana cambogia Gaertn.
- Stalagmitis gutta G.Don[6]

## Nombres comunes
- carcapuli de la India, fruta del machín.[7]